# Euerythra
Euerythra é um gênero de traça pertencente à família Arctiidae.